# Vardaman
Vardaman és una població dels Estats Units a l'estat de Mississipi. Segons el cens del 2000 tenia 1.065 habitants.

## Demografia
Segons el cens del 2000, Vardaman tenia 1.065 habitants, 426 habitatges, i 276 famílies. La densitat de població era de 302,4 habitants per km².
Dels 426 habitatges en un 31,2% hi vivien nens de menys de 18 anys, en un 42,3% hi vivien parelles casades, en un 18,3% dones solteres, i en un 35% no eren unitats familiars. En el 31% dels habitatges hi vivien persones soles el 15,5% de les quals corresponia a persones de 65 anys o més que vivien soles. El nombre mitjà de persones vivint en cada habitatge era de 2,5 i el nombre mitjà de persones que vivien en cada família era de 3,16.
Per edats la població es repartia de la següent manera: un 26,2% tenia menys de 18 anys, un 10,3% entre 18 i 24, un 27% entre 25 i 44, un 22,1% de 45 a 60 i un 14,4% 65 anys o més.
L'edat mediana era de 34 anys. Per cada 100 dones de 18 o més anys hi havia 84,1 homes.
La renda mediana per habitatge era de 21.518 $ i la renda mediana per família de 29.205 $. Els homes tenien una renda mediana de 25.000 $ mentre que les dones 17.750 $. La renda per capita de la població era de 13.530 $. Entorn del 22% de les famílies i el 24,1% de la població estaven per davall del llindar de pobresa.

## Poblacions més properes
El següent diagrama mostra les poblacions més properes.